# Уси (уезд, Чагандо)
Уси — уезд (кун) в провинции Чагандо Северной Кореи. По реке Ялуцзян граничит с КНР. В Северной Корее Уси граничит с уездами Чосан и Копун на востоке, Сонвон на юге, уездом Пёктон провинции Пхёнан-Пукто на западе. Первоначально часть Пёктона, Уси образовался в 1952 году в рамках общей реорганизации местного самоуправления; в 1954 году, он был переведен из провинции Пхёнан-Пукто в провинцию Чагандо.
Железных дорог в Уси нет, по автотрассе Уси связан с уездами Чосан и Пыктон, а через Пыктон с Синыйджу. Кроме того, река Ялуцзян используется для транспортировки грузов. На Ялуцзяне в уезде сооружено «Озеро Супхун» (수풍호), крупнейшее водохранилище Северной Кореи.
По долине Ялуцзяня выращивают рис, на нагорьях выращивают кукурузу, картофель, кунжут. Производств мало. Район Каха-ри известен своими целебными водами.